# Яна Завацкая
Яна Завацкая (на руски: Яна Юльевна Завацкая) е руска писателка и публицистка, преводач, мемоарист.

## Биография и творчество
Яна Завацкая е родена на 11 март 1970 г. в Ленинград, СССР. По образование е медик. Носител е на литературната награда „Бягаща по вълните“ (2019).
Критикувана е от Александър Тарасов.